# Henri Joseph Anastase Perrotin
Henri Joseph Anastase Perrotin o Henri Joseph Athanase Perrotin (19 dicembre 1845 – 29 febbraio 1904) è stato un astronomo francese.
Iniziò la carriera, assieme a Guillaume Bigourdan, come assistente di Félix Tisserand presso l'Osservatorio di Tolosa; diresse in seguito l'Osservatorio di Nizza dal 1884 fino alla sua morte. Compì attente osservazioni di Marte e Venere, cercando di determinare il periodo di rotazione di quest'ultimo; calcolò inoltre con precisione i parametri orbitali di Vesta.
Il cratere Perrotin, sulla superficie di Marte, è stato intitolato in suo onore, come pure l'asteroide 1515 Perrotin.

## Tavola degli asteroidi
Segue un prospetto dei sei asteroidi scoperti da Perrotin.
| Asteroide      | Data della scoperta |
| -------------- | ------------------- |
| 138 Tolosa     | 19 maggio 1874      |
| 149 Medusa     | 21 settembre 1875   |
| 163 Erigone    | 26 aprile 1876      |
| 170 Maria      | 10 gennaio 1877     |
| 180 Garumna    | 29 gennaio 1878     |
| 252 Clementina | 11 ottobre 1885     |